# 仁田沼
仁田沼（にだぬま）は、福島県福島市土湯温泉町にある沼。ミズバショウの群生地として多くの観光客が訪れる名所である。

## 概要
仁田沼は、吾妻連峰の標高600mほどの場所に位置する。10万株ともいわれるミズバショウが群生しており、毎年4月中～下旬には沼一面が水芭蕉の白い花で一色になる。仁田沼は「沼」と称されて入るが、水芭蕉の群生地であることからもわかるようにどちらかといえば「湿原」といえる。また、最寄の駐車場から沼へ向かう遊歩道沿いはカタクリの群生地でもある。沼の周りには木道が設置されており、約20分で沼を一周することができる。また、近くにある男沼及び女沼へ通じる遊歩道が整備されており、多くのハイカーで賑わっている。

## アクセス
福島市西部の土湯温泉街から車で約10分で仁田沼駐車場。さらにそこから遊歩道で徒歩約20分。または、土湯温泉バス停から男沼経由で徒歩1時間20分。